# Hon'inbō Shūsaku
Hon'inbō Shūsaku est un nom japonais traditionnel ; le nom de famille (ou le nom d'école), Hon'inbō, précède donc le prénom (ou le nom d'artiste).
Hon'inbō Shūsaku (本因坊 秀策, Hon'inbō Shūsaku, 6 juin 1829 - 3 septembre 1862) est un joueur de go japonais d'exception. Né sur l'île d'In (ja), de son vrai nom, Kuwabara Torajirō (桑原 虎次郎) (il changea son nom en 1841), il appartenait à l'école Hon'inbō.
Considéré comme le meilleur joueur du XIXe siècle, il renouvela la compréhension théorique des ouvertures ; l'étude de ses parties constituait jusqu'à une date récente une base de travail obligatoire pour la formation des apprentis professionnels japonais (les insei) ; un recueil commenté des meilleures d'entre elles, y compris de la plus célèbre, la partie des oreilles rouges, a été publié en anglais sous le titre Invincible. Shūsaku est l'une des trois seules personnes à avoir porté le titre de Kisei, ou « Saint du Go », et est à ce titre encore considéré aujourd'hui comme l'un des meilleurs joueurs de tous les temps.
Dans le manga Hikaru no go, le fantôme qui apprend les règles du go au héros (s'appelant Saï) est en fait celui qui indiquait à Shusaku comment jouer ses parties.

## Sources
- (en) Richard Bozulich (en), The Go Player's Almanac 2001, Kiseido Publishing Company, 2001 (ISBN 4-906574-40-8)
- (en) John Power, Invincible : The Games of Shusaku, Kiseido Publishing Company, 1996, 264 p. (ISBN 4-906574-01-7)